# Can Tripes
Can Tripes és una obra del municipi d'Anglès inclosa en l'Inventari del Patrimoni Arquitectònic de Catalunya. Es tracta d'un immoble de tres plantes, entre mitgeres, cobert amb una teulada a dues aigües de vessants a façana. Està ubicat al costat dret del carrer d'Avall i respon a la tipologia de casa medieval.

## Descripció
S'observa un salt estètic i visual important arran dels materials emprats en la definició de la façana, fruit de l'àmplia restauració que va experimentar tot l'edifici. Una intervenció que cal situar en el segle XX i que va afectar l'immoble tant a nivell exterior com interior.
La planta baixa està resolta íntegrament em pedra i s'ha traduït en la confecció d'un aparell encoixinat a base de carreus regulars que comprèn tota l'amplada d'aquesta zona. Paral·lelament cal destacar dues grans obertures adovellades: per una banda, tenim el gran portal d'accés d'arc de mig punt amb unes dovelles de grans dimensions ben escairades. Mentre que per l'altra, la gran obertura adovellada d'arc de mig punt rebaixat que actua com a garatge. A diferència de l'anterior, en aquesta segona obertura la llum ha estat àmpliament accentuada i primada donant lloc a aquest efecte d'arc rebaixat.
Pel que fa a la zona superior -el primer i segon pis-, aquesta ha estat arrebossada i pintada completament, excepte els extrems o laterals, els quals han estat resolts basant-se en l'aplicació dels típics blocs cantoners en format de carreus de pedra regulars de mida mitjana.
Tant el primer com el segon pis, han estat resolts partint del mateix plantejament formal, és a dir: dues finestres dobles o geminades d'arc de mig punt per pis, amb muntants de pedra, separades per un mainell llis amb un senzill capitell cúbic i en l'ampit treballat a base de motllures a diferent escala i nivell, provocant un efecte de superposició.